# Aeshna brevistyla
Aeshna brevistyla е вид водно конче от семейство Aeshnidae. Видът е незастрашен от изчезване.

## Разпространение
Разпространен е в Австралия (Виктория, Западна Австралия, Куинсланд, Нов Южен Уелс и Тасмания), Вануату, Нова Зеландия (Кермадек, Северен остров и Южен остров) и Нова Каледония.

## Описание
Популацията на вида е стабилна.